# 特訓!グリグリ名人会
『特訓!グリグリ名人会』（とっくん グリグリめいじんかい）は、1971年5月4日から1972年5月9日まで日本テレビ系列で放送されていた読売テレビ製作のバラエティ番組である。放送時間は毎週火曜 19:30 - 20:00 （日本標準時）。

## 概要
視聴者参加型の公開番組で、歌・落語・漫才・手品・踊りなどを得意とする多芸多才な一般の子供たちが出場していた。『アベック歌合戦』から続けて行われていた公開番組の1つであるが、本番組はそれまでの番組群にはあまり登場することのなかった子供にスポットライトを当てていた。
番組は、子供たちがその道の名人たちに一日弟子入りをし、名人芸を競う模様を放送。一番優秀な成績を収めた子供には「グリグリ賞」として香港旅行をプレゼントしていた。これは彼らの推薦者や師匠にも贈られた。
司会は前番組『さかさまショー』から引き続き桂三枝（後の六代桂文枝）が、審査員は楠本憲吉、石橋エータローほかが務めていた。初回にはゼンジー北京や正司敏江・玲児、さらには三枝の師匠である三代目桂小文枝（五代目桂文枝）も出演した。

## 放送局
★ - 制作局と同時ネット（火曜 19:30 - 20:00）の局
- ★読売テレビ（制作局）
- 札幌テレビ：月曜 18:00 - 18:30（1972年3月まで） → ★火曜 19:30 - 20:00（1972年4月から）[注釈 1][1]
- ★青森放送[2]
- ★テレビ岩手[2]
- 秋田放送：土曜 18:00 - 18:30[3]
- ★山形放送[2]
- ★宮城テレビ[4]
- ★日本テレビ
- ★北日本放送[5]
- ★福井放送[5]
- 信越放送：月曜 18:00 - 18:30[6]
- ★山梨放送[7]
- 静岡放送：土曜 16:00 - 16:30[7]
- ★名古屋テレビ[8]
- ★日本海テレビ[9]
- ★西日本放送[10]
- 広島テレビ：日曜 18:00 - 18:30[10]
- ★山口放送[11]
- 南海放送：金曜 18:00 - 18:30[11]
- ★高知放送[11]
- ★福岡放送[12]
- ★テレビ大分[13]
- 熊本放送：金曜 18:00 - 18:30[12]
- 南日本放送：日曜 15:00 - 15:30[14]